# 3.000 Hits Club
In der Major League Baseball (MLB) ist der 3.000 Hits Club eine Gruppe von Battern, die mehr als 3.000 Hits innerhalb ihrer Karriere in Spielen der regulären Saison erzielen konnten.

## Geschichte
Cap Anson gelang es am 18. Juli 1897 als erstem Spieler, diese Anzahl zu erreichen, obwohl die genaue Anzahl seiner Karriere-Hits nicht bekannt ist.
Zwei Spieler (Nap Lajoie und Honus Wagner) schafften 3.000 Hits in der Saison 1914. Ty Cobb war das vierte Mitglied 1921 und schaffte als erster Spieler in der Geschichte der MLB 4.000 Hits im Jahr 1927, bis er schließlich seine Karriere mit etwas mehr als 4.100 Hits beendete. Cobb, der den besten Schlagdurchschnitt der MLB bislang hat, blieb an der Spitze der Rangliste bis zum 11. September 1985, als Pete Rose seinen 4.192. Karriere-Hit erreichte. Rose beendete seine Karriere mit insgesamt 4.256 Hits und führt die Rangliste bis zum heutigen Tag an. Diese Errungenschaft, die an sich genügt hätte, um sich für die Baseball Hall of Fame zu qualifizieren, wenn er nicht von der Major League Baseball gebannt worden wäre wegen Glücksspiels auf Spiele, bei denen er als Manager tätig war. Roberto Clementes Karriere wurde mit genau 3.000 Hits beendet. Miguel Cabrera ist der aktuellste Neuzugang, dem dieser Meilenstein am 23. April 2022 gelang.

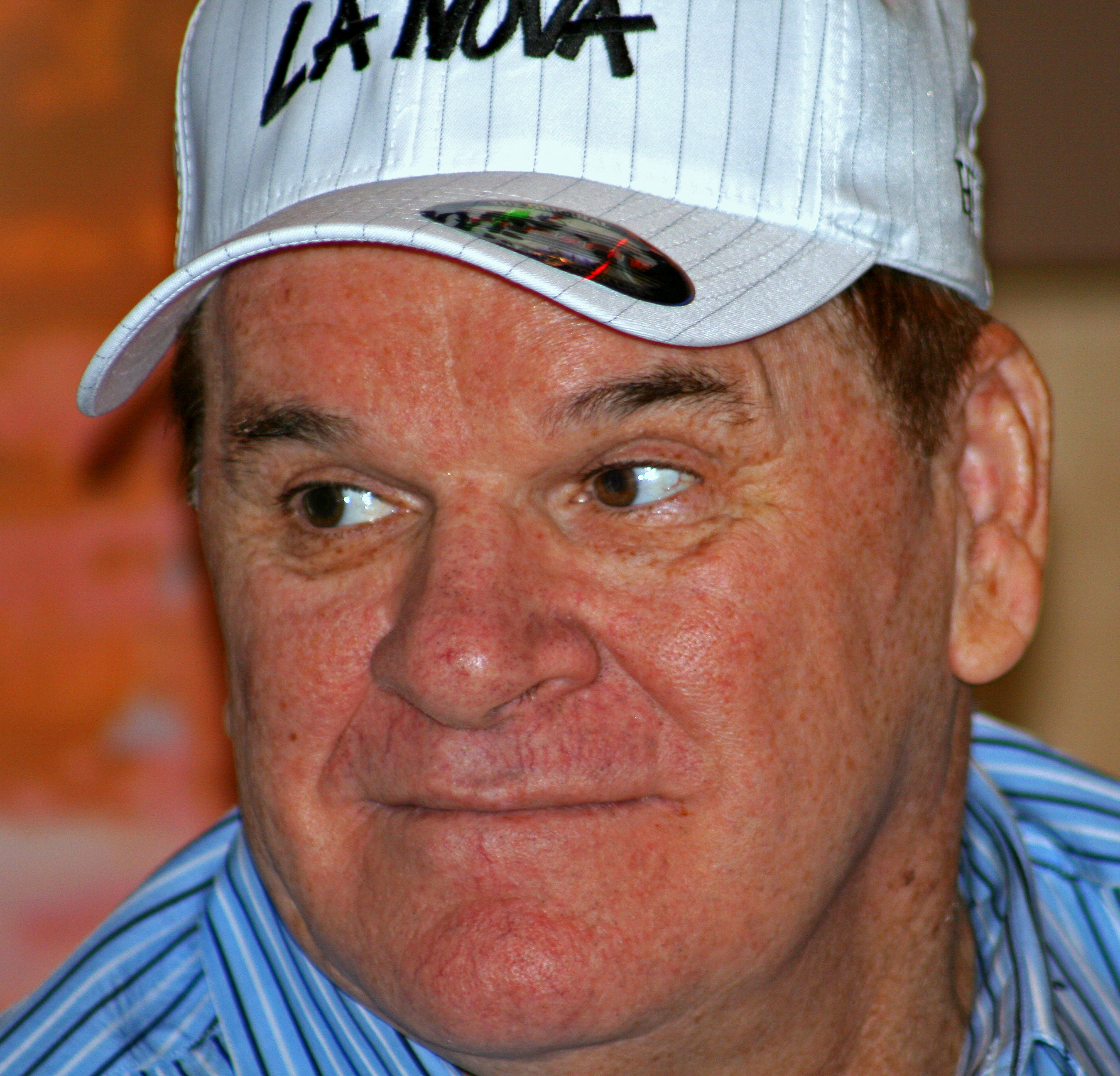
Pete Rose hält den Rekord für die meisten Hits in der MLB

Der 4.000 Hits Club wird kaum erwähnt und hat nur Ty Cobb und Pete Rose als Mitglieder. Cobb war der schnellste und jüngste Spieler in der Geschichte, der 3.000 Hits erzielen konnte. Er hatte diese Anzahl bei seinem 2.135. Spiel erreicht, als er 34 Jahre und 243 Tage alt war. Außerdem war Cobb der jüngste Spieler, der die 1.000-, 2.000- und die 4.000-Hits-Marke erreichte, während er in der American League spielte. Tony Gwynn war der schnellste Spieler der National League, der die 3.000-Hits-Marke erreichte. Er erreichte die Marke bei seinem 2.284. Spiel. Hank Aaron war der jüngste NL-Spieler, der die 3.000 Hits mit einem Alter von 36 Jahren und 100 Tagen erreichte.
Insgesamt schafften es 31 Spieler, die 3.000-Hits-Marke in der Geschichte der MLB zu erreichen. Von diesen 31 Spielern waren 16 Rechts-Schläger, 13 waren Links-Schläger und zwei waren Switch-Hitter, das heißt, dass sie von beiden Seiten der Platte schlagen konnten. 10 dieser Spieler spielten für nur ein Major-League-Team. Fünf Spieler – Hank Aaron, Willie Mays, Eddie Murray, Rafael Palmeiro und Alex Rodríguez – sind auch Mitglieder des 500 Home Run Clubs. Mit einem Schlagdurchschnitt von 378 hält Cobb den höchsten Durchschnitt aller Mitglieder, während Cal Ripken Jr. den niedrigsten mit 276 hat. Alex Rodríguez, Derek Jeter und Wade Boggs sind die einzigen Spieler, die einen Home Run als ihren 3.000. Hit erzielen konnten, Paul Molitor und Suzuki sind die einzigen Spieler, die ein Triple als ihren 3.000. erreichten. Alle Anderen schlugen einen Single oder einen Double. Craig Biggio war der Einzige, der hinausgeworfen wurde, als er versuchte, einen Double als 3.000. Hit zu erreichen. Außerdem sind Biggio und Jeter die einzigen Spieler, die 5 Hits in dem Spiel hatten, als sie dem Club beigetreten sind. Jeter hat bei jedem Schlag seine Bases sicher erreicht.
3.000 Hits wurden lange als Garantie für einen möglichen Einzug in die Baseball Hall of Fame gesehen. Alle wählbaren Mitglieder, mit Ausnahme von Palmeiro, schafften es in die Hall of Fame. Seit 1962 schafften es alle Mitglieder des 3.000 Hits Club mit dem ersten Wahlgang, gewählt zu werden, mit Ausnahme von Biggio. Rose ist nicht wählbar für die Hall of Fame, weil er 1989 permanent vom Baseball gebannt wurde. Nach vier Jahren auf den Wahlzetteln hat Palmeiro nicht die nötige 5-%-Hürde geschafft, wodurch sein Name von zukünftigen Wahlen gestrichen wird. Die einzige aktive Spieler auf der Liste sind Pujols und Miguel Cabrera.

## Mitglieder

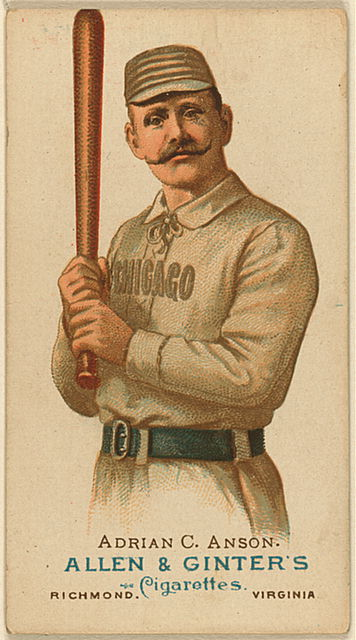
Cap Anson erreichte 3.000 Hits am 18. Juli 1897 und war somit der erste Spieler dem dies gelang.

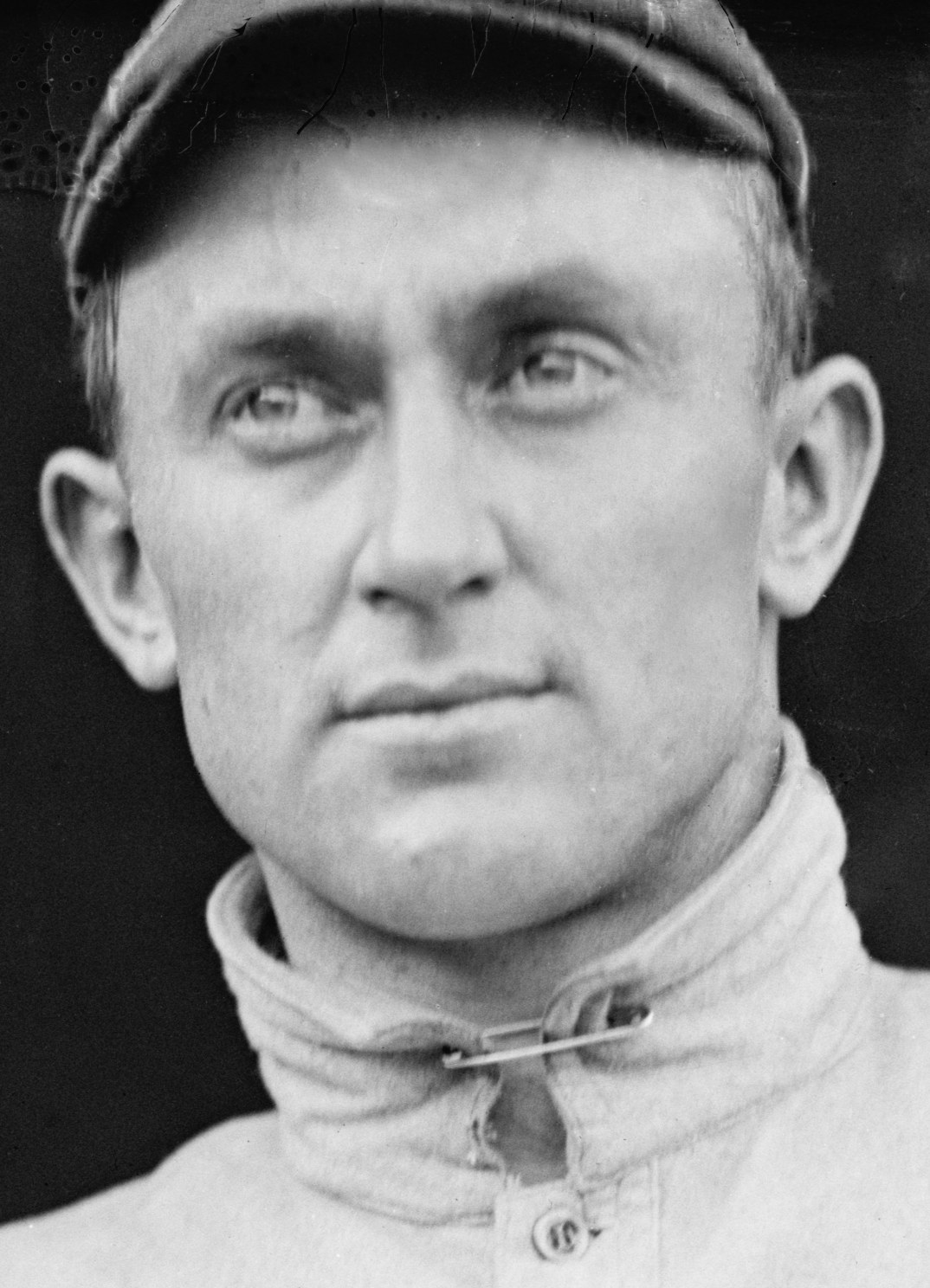
Ty Cobb war der erste Spieler der über 4.000 Hits schlug.

Abkürzungen:  # = Spieler ist Mitglied der Baseball Hall of Fame,  * = Spieler ist weiterhin aktiv, H = Hits, AVG = Batting Average (Stand: Ende der Saison 2021)
| Spieler            |                         | H     | AVG  | Datum des 3.000. Hits | Art des 3.000. Hits | Team                 |
| ------------------ | ----------------------- | ----- | ---- | --------------------- | ------------------- | -------------------- |
| Pete Rose          | Vereinigte Staaten      | 4.256 | .303 | 25. Mai 1978          | Single              | Cincinnati Reds      |
| Ty Cobb #          | Vereinigte Staaten      | 4.191 | .366 | 19. Aug. 1921         | Single              | Detroit Tigers       |
| Hank Aaron #       | Vereinigte Staaten      | 3.771 | .305 | 17. Mai 1970          | Single              | Atlanta Braves       |
| Stan Musial #      | Vereinigte Staaten      | 3.630 | .331 | 13. Mai 1958          | Double              | St. Louis Cardinals  |
| Tris Speaker #     | Vereinigte Staaten      | 3.514 | .345 | 17. Mai 1925          | Single              | Cleveland Indians    |
| Derek Jeter #      | Vereinigte Staaten      | 3.465 | .310 | 9. Juli 2011          | Home Run            | New York Yankees     |
| Honus Wagner #     | Vereinigte Staaten      | 3.430 | .328 | 9. Juni 1914          | Double              | Pittsburgh Pirates   |
| Carl Yastrzemski # | Vereinigte Staaten      | 3.419 | .285 | 12. Sep. 1979         | Single              | Boston Red Sox       |
| Albert Pujols      | Dominikanische Republik | 3.384 | .296 | 4. Mai 2018           | Single              | Los Angeles Angels   |
| Paul Molitor #     | Vereinigte Staaten      | 3.319 | .306 | 16. Sep. 1996         | Triple              | Minnesota Twins      |
| Eddie Collins #    | Vereinigte Staaten      | 3.315 | .333 | 3. Juni 1925          | Single              | Chicago White Sox    |
| Willie Mays #      | Vereinigte Staaten      | 3.293 | .301 | 18. Juli 1970         | Single              | San Francisco Giants |
| Eddie Murray #     | Vereinigte Staaten      | 3.255 | .287 | 30. Juni 1995         | Single              | Cleveland Indians    |
| Nap Lajoie #       | Vereinigte Staaten      | 3.252 | .339 | 27. Sep. 1914         | Double              | Cleveland Naps       |
| Cal Ripken Jr. #   | Vereinigte Staaten      | 3.184 | .276 | 15. Apr. 2000         | Single              | Baltimore Orioles    |
| Adrián Beltré      | Vereinigte Staaten      | 3.166 | .286 | 30. Juli 2017         | Double              | Texas Rangers        |
| George Brett #     | Vereinigte Staaten      | 3.154 | .305 | 30. Sep. 1992         | Single              | Kansas City Royals   |
| Paul Waner #       | Vereinigte Staaten      | 3.152 | .333 | 19. Juni 1942         | Single              | Boston Braves        |
| Robin Yount #      | Vereinigte Staaten      | 3.142 | .285 | 9. Sep. 1992          | Single              | Milwaukee Brewers    |
| Tony Gwynn #       | Vereinigte Staaten      | 3.141 | .338 | 6. Aug. 1999          | Single              | San Diego Padres     |
| Alex Rodríguez     | Vereinigte Staaten      | 3.115 | .295 | 19. Juni 2015         | Home Run            | New York Yankees     |
| Dave Winfield #    | Vereinigte Staaten      | 3.110 | .283 | 16. Sep. 1993         | Single              | Minnesota Twins      |
| Ichirō Suzuki      | Japan                   | 3.089 | .312 | 7. Aug. 2016          | Triple              | Miami Marlins        |
| Miguel Cabrera *   | Venezuela               | 3.068 | .310 | 23. Apr. 2022         | Single              | Detroit Tigers       |
| Craig Biggio #     | Vereinigte Staaten      | 3.060 | .281 | 28. Juni 2007         | Single              | Houston Astros       |
| Rickey Henderson # | Vereinigte Staaten      | 3.055 | .279 | 7. Okt. 2001          | Double              | San Diego Padres     |
| Rod Carew #        | Panama                  | 3.053 | .328 | 4. Aug. 1985          | Single              | California Angels    |
| Lou Brock #        | Vereinigte Staaten      | 3.023 | .293 | 13. Aug. 1979         | Single              | St. Louis Cardinals  |
| Rafael Palmeiro    | Kuba                    | 3.020 | .288 | 15. Juli 2005         | Double              | Baltimore Orioles    |
| Cap Anson #        | Vereinigte Staaten      | 3.011 | .331 | 18. Juli 1897         | Single              | Chicago Colts        |
| Wade Boggs #       | Vereinigte Staaten      | 3.010 | .328 | 7. Aug. 1999          | Home Run            | Tampa Bay Devil Rays |
| Al Kaline #        | Vereinigte Staaten      | 3.007 | .297 | 24. Sep. 1974         | Double              | Detroit Tigers       |
| Roberto Clemente # | Vereinigte Staaten      | 3.000 | .317 | 30. Sep. 1972         | Double              | Pittsburgh Pirates   |